# Université panafricaine de gouvernance et innovations
L'université panafricaine de gouvernance et innovations, communément appelée UPGI, est un établissement francophone d'enseignement supérieur universitaire de la République démocratique du Congo, située dans la commune de Lemba, qui elle-même se trouve dans le district du Mont-Amba. Elle accueille 554 étudiants pour l'année académique 2020-2021.

## Historique
Fondée en 2019, avec comme recteur le professeur Hippolyte Nshimba Seya Wa Malale et le professeur Michel Bisa comme secrétaire général académique,.
Elle a mise en place au cours de ces dernières années un partenariat avec l'université de Kinshasa pour des études politique sur la gouvernance.
C’est dans le souci d'améliorer le système éducatif en République démocratique du Congo que l'université panafricaine de gouvernance et innovations a été créée.
En 2021, elle a lancé une école de sécurité civile pour former sur la vigilance, cybercriminalité, de l'intelligence sécuritaire.

## Facultés
- Faculté de l'environnement et gouvernance des ressources naturelles
- Faculté des sciences économiques, gouvernance et développement
- Faculté des sciences informatiques et intelligence artificielle
- Faculté de droit
- Faculté des sciences sociales, politiques et gouvernance